# Scotopteryx ibera
Scotopteryx ibera là một loài bướm đêm trong họ Geometridae.